# Trap (EP)
Trap es el EP debut del cantante taiwanes-canadiense y miembro de Super Junior-M, Henry Lau. Fue lanzado el 7 de junio de 2013 por SM Entertainment en Corea del Sur. Los sencillos promocionales escogidos fueron «Trap» y «1-4-3 (I Love You)».

## Antecedentes
Un video de adelanto para la canción principal del EP, «Trap», fue lanzado el 31 de mayo de 2013, seguido de un video popurrí donde todas las pistas estaban incluidas.
La canción principal estuco compuesta y arreglada por un grupo de productores musicales europeos, entre los que destacan Svante Halldin, Emilh Tigerlantz y Geraldo Sandell. La letra fue escrita por Misif, quien ha contribuido en varias canciones para artistas de SM Entertainment. El instrumental de piano fue interpretado por el mismo Henry. La coreografía fue elaborada por Shaun Evaristo, quien ya es conocido en la agencia por haber coreografiado canciones como «Not Over U» de BoA, «From U» de Super Junior, y «Go» de Super Junior-M.
La segunda canción promocional fue «1-4-3 (I Love You)». Los números 1-4-3 representan la cantidad de letras que se necesitan para escribir "I Love You". Esta secuencia de números fueron muy populares en la década de los 90, cuando se usaba el mensáfono. En la canción también se menciona la secuencia 4-8-6, que representan la cantidad de letras necesarias para escribir "사랑해" (saranghae, frase coreana para "I Love You"). 

## Lanzamiento
El EP fue lanzado oficialmente el 7 de junio de 2013 en Corea del Sur, junto al video musical de «Trap». Una versión en inglés de «Trap» fue lanzada como parte del sencillo digital 1-4-3 (I Love You) el 23 de agosto de 2013.
La versión taiwanesa del disco fue lanzada 5 de julio en Taiwán. El álbum contiene las mismas canciones que la edición coreana junto a un ticket de sorteo usado en las promociones de Henry en ese país.
La versión china del disco fue lanzada el 14 de agosto e incluye la versión china de «Trap» y de «1-4-3 (I Love You)». Ambas versiones de «Trap» (una junto a Cho Kyuhyun de Super Junior y la otra junto a Lee Taemin de SHINee) también fueron incluidas. 

## Promociones

### Trap
El video musical para «Trap» cuenta con la colaboración de Cho Kyuhyun de Super Junior y Lee Taemin de SHINee. El video empieza con Henry tocando el piano y susurrando "I'm trapped", junto a un grupo de bailarines de fondo. El video finaliza con Henry volviendo a tocar el piano. La versión china del video musical fue lanzada el 13 de agosto.
Henry promocionó el EP en varios programas musicales surcoreanos, incluyendo Music Bank, y Arirang Simply K-Pop. Su primera presentación en el extranjero fue el 1 de julio de 2013, durante un concierto en Hong Kong. Una presentación corta de la versión china de «Trap» fue filmada y emitida en el programa Jade Solid Gold de TVB de Hong Kong. También fue el presentador de un premio en ese programa.
Henry empezó sus promociones en el extranjero en agosto de 2013, iniciando en Bangkok (Tailandia) y Taipéi (Taiwán). Se instaló en Taiwán por siete días para presentarse como invitado en programas de televisión y radio. Además, programó una firma de autógrafos que convocó a más de 3 000 fanes. Así mismo, se presentó en la gira Super Show 5 de Super Junior, celebrado en Taipéi, en la misma semana.

### 1-4-3 (I Love You)
El 14 de agosto de 2013, SM Entertainment anunció que Henry volvería a su etapa de promociones por «1-4-3 (I Love You)», un sencillo digital que contaría con la colaboración de su compañera de agencia Amber Liu de F(x). El sencillo se lanzó el 23 de agosto. 

## Lista de canciones
| N.º   | Título                         | Letras                                             | Música                                                       | Duración |  |
| 1.    | «Trap»                         | Misfit                                             | Svante Halldin, Emilh Tigerlantz, Geraldo Sandell            | 3:46     |  |
| 2.    | «1-4-3 (I Love You)»           | Jun Gan-di, Neil Nallas                            | Henry Lau, Gen Neo, Neil Nallas, Isaac Han (como Noize Bank) | 3:27     |  |
| 3.    | «My Everything»                | Seo Jeong-hwan, AB&Co., Jo Yoon-gyung, Neil Nallas | Noize Bank                                                   | 3:20     |  |
| 4.    | «Ready 2 Love»                 | Seo Jeong-hwan, AB&Co., Neil Nallas                | Noize Bank                                                   | 3:19     |  |
| 5.    | «Holiday»                      | Jo Yoon-gyung                                      | Sebastian Thott, Didrik Thott, Alexander Karlsson            | 3:18     |  |
| 6.    | «I Would» (En inglés)          | Kim Taesung, Andrew Choi                           | Yiruma, 2FACE                                                | 4:02     |  |
| 7.    | «Trap» (featuring Cho Kyuhyun) | Misfit                                             | Svante Halldin, Emilh Tigerlantz, Geraldo Sandell            | 3:46     |  |
| 8.    | «Trap» (featuring Lee Taemin)  | Misfit                                             | Svante Halldin, Emilh Tigerlantz, Geraldo Sandell            | 3:46     |  |
| 28:33 |                                |                                                    |                                                              |          |  |

| Versión china |                                             |                                                    |                                                              |          |  |
| N.º           | Título                                      | Letras                                             | Música                                                       | Duración |  |
| 1.            | «Trap» ((Ver. china))                       | Liu Yuan                                           | Svante Halldin, Emilh Tigerlantz, Geraldo Sandell            | 3:46     |  |
| 2.            | «1-4-3 (I Love You)» ((Ver. china))         | Lin Xin Ye                                         | Henry Lau, Gen Neo, Neil Nallas, Isaac Han (como Noize Bank) | 3:27     |  |
| 3.            | «My Everything»                             | Seo Jeong-hwan, AB&Co., Jo Yoon-gyung, Neil Nallas | Noize Bank                                                   | 3:20     |  |
| 4.            | «Ready 2 Love»                              | Seo Jeong-hwan, AB&Co., Neil Nallas                | Noize Bank                                                   | 3:19     |  |
| 5.            | «Holiday»                                   | Jo Yoon-gyung                                      | Sebastian Thott, Didrik Thott, Alexander Karlsson            | 3:18     |  |
| 6.            | «I Would» (En inglés)                       | Kim Taesung, Andrew Choi                           | Yiruma, 2FACE                                                | 4:02     |  |
| 7.            | «Trap» (featuring Cho Kyuhyun) (Ver. china) | Liu Yuan                                           | Svante Halldin, Emilh Tigerlantz, Geraldo Sandell            | 3:46     |  |
| 8.            | «Trap» (featuring Lee Taemin) (Ver. china)  | Liu Yuan                                           | Svante Halldin, Emilh Tigerlantz, Geraldo Sandell            | 3:46     |  |
| 28:33         |                                             |                                                    |                                                              |          |  |

## Posicionamiento en listas
La canción «Trap» llegó hasta el puesto 28 en Gaon Digital Chart y al puesto 18 en Billboard Korea K-Pop Hot 100. Mientras que «1-4-3» se ubicó en el puesto 37 en Gaon Chart.

### Álbum
| País           | Lista                    | Posición |
| -------------- | ------------------------ | -------- |
| Corea del Sur  | Gaon Weekly album chart  | 2        |
| Corea del Sur  | Gaon Monthly album chart | 5        |
| Corea del Sur  | Gaon Yearly album chart  | 47       |
| Taiwán         | G-Music Combo Chart      | 10       |
| Estados Unidos | Billboard World Albums   | 3        |
| Estados Unidos | Billboard Heatseekers    | 45       |

## Ventas
| Lista               | Cantidad |
| ------------------- | -------- |
| Gaon physical sales | 38 388+  |

## Historia de lanzamiento
| País          | Fecha                               | Formato              | Distribuidor                  |
| ------------- | ----------------------------------- | -------------------- | ----------------------------- |
| Corea del Sur | 7 de junio de 2013 (Ver. coreana)   | CD, Descarga digital | SM Entertainment, KT Music    |
| Taiwán        | 5 de julio de 2013 (Ver. coreana)   | CD                   | Avex Taiwan                   |
| Taiwán        | 14 de agosto de 2013 (Ver. china)   | CD                   | Avex Taiwan                   |
| Filipinas     | 8 de octubre de 2013 (Ver. coreana) | CD                   | Universal Records Philippines |